# Bempflinger Vertrag

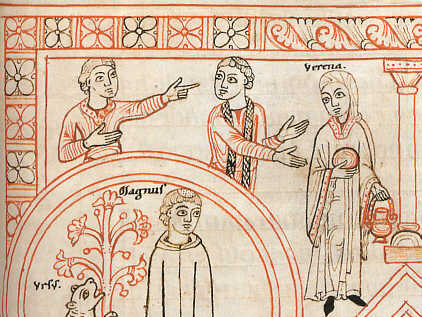
Zeitgenössischer Bildausschnitt im Kloster Zwiefalten (um 1140)

Bempflinger Vertrag bezeichnet einen Erbvergleich aus dem Jahre 1089/1090 zwischen den beiden Brüdern und Grafen Kuno von Wülflingen († 1092) und Liutold von Achalm († 1098) einerseits und ihrem Neffen Graf Werner IV. von Grüningen andererseits. Namensgeber für den Vertrag ist die Ortschaft Bempflingen im heutigen baden-württembergischen Landkreis Esslingen.

## Hintergrund

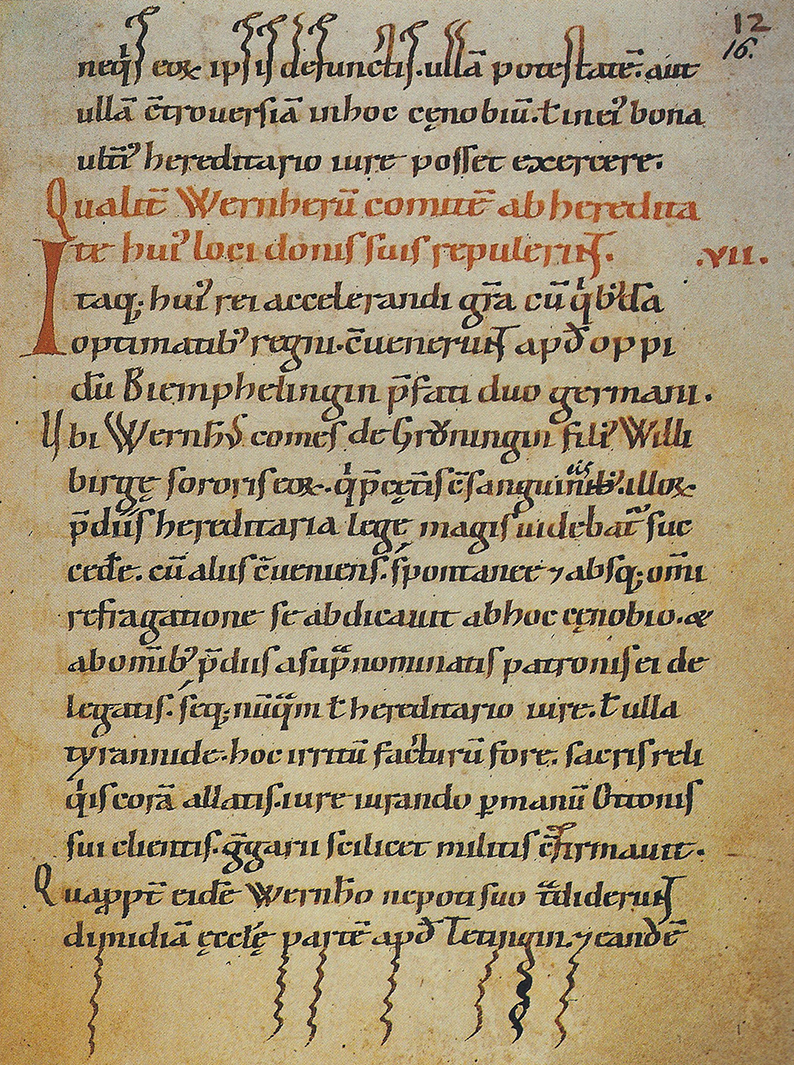
Bempflinger Vertrag in der Chronik Ortliebs

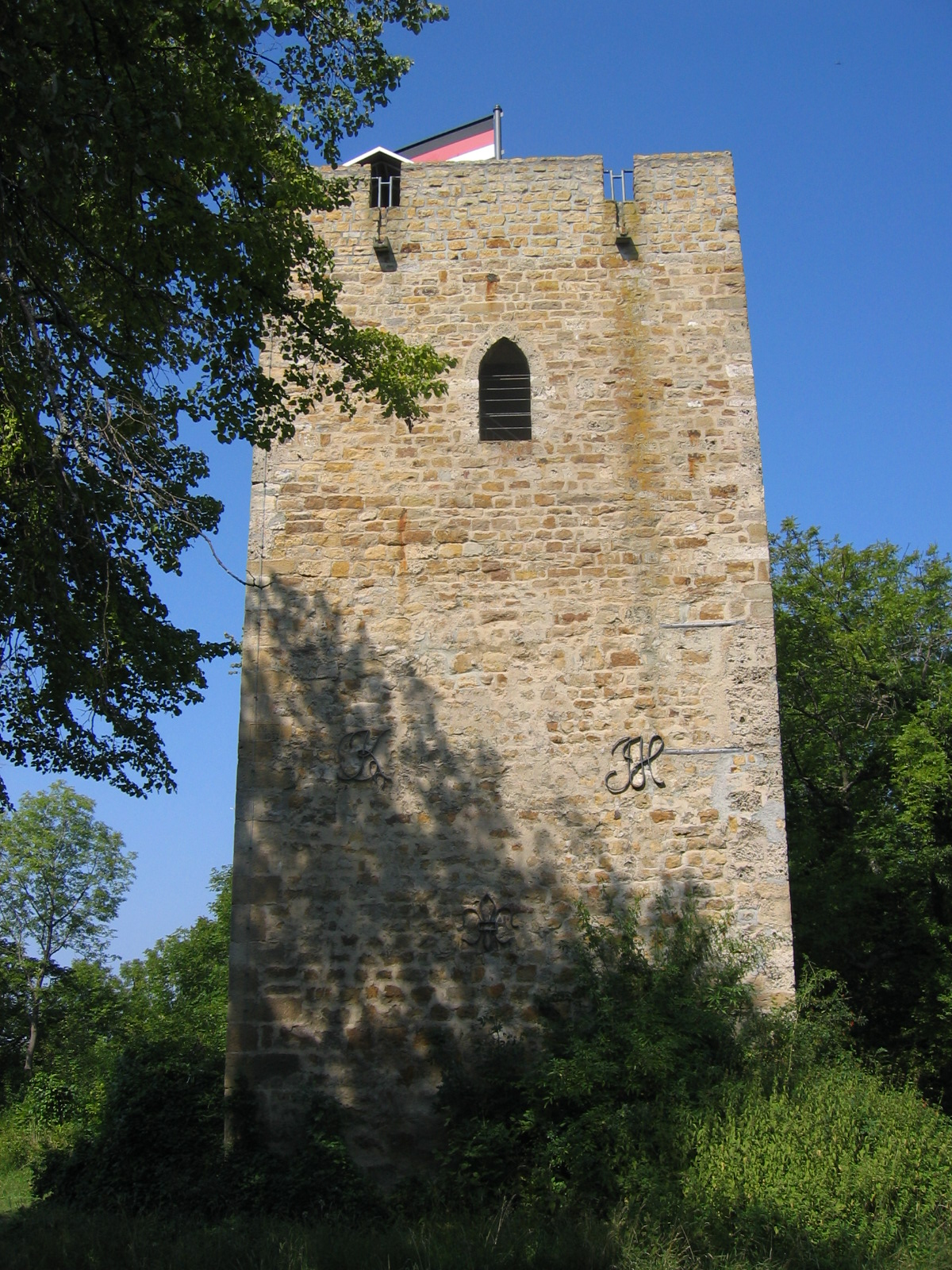
Rekonstruierter Bergfried der Burg Achalm, Namensgeber der Grafen von Achalm. Die Burg fiel im Erbvergleich an Graf Werner IV. von Grüningen

1089 stifteten die beiden Grafen von Achalm – Kuno und Liutold – das Kloster Zwiefalten auf der Schwäbischen Alb. Beide waren päpstliche Parteigänger und sind erbrechtlich kinderlos geblieben. Mit der Hälfte ihres umfangreichen Besitzes schufen sie sich in Zwiefalten eine standesgemäße Rückzugs- und Begräbnisstätte (Eigenkloster). Die andere Hälfte wurde ihrem Neffen Werner IV. von Grüningen, dem Sohn ihrer Schwester Willibirg von Achalm und des Grafen Werner III. von Grüningen und Maden, zugesprochen. Durch den Bempflinger Vertrag sollte ein späterer Anspruch des Neffen (und dessen Erben) auf Besitzungen des Klosters vermieden werden. Ohne diesen Vertrag wäre Werner von Grüningen vermutlich Haupterbe gewesen.

## Urkundliche Erwähnung
Erstmals wird der Bempflinger Vertrag in der Chronik des Zwiefalter Mönchs Ortlieb (1135/37) erwähnt, der mit der schriftlichen Fixierung eine rechtliche Sicherheit für das Kloster schaffen wollte. Wie korrekt die Chronik das fast 50 Jahre zurückliegende Ereignis inhaltlich wiedergibt, ist schwer einzuschätzen.

### Vertragsinhalt
In der Chronik werden für den Bempflinger Vertrag mehrere Personen als anwesende Zeugen genannt.
Insgesamt sind 54 Orte im Gebiet Südwestdeutschland, Chur und Elsass betroffen, die ganz oder teilweise entweder Werner von Grüningen oder dem Kloster Zwiefalten zugesprochen werden.
Beispiele
- Ein Viertel des Ortes Dietikon und der dortigen Landkirche fällt an Zwiefalten: „In eodem pago tradidit… quartam villae Dietinchovin appellatae et unam salicam terram et quartam partem eiusdem loci ecclesiae.“[1]
- Kirchen- und Ortsteile in Dettingen, Metzingen und Eningen fallen zur Hälfte an Werner von Grüningen: „Quapropter eidem Wernhero nepoti suo tradiderunt dimidiam ecclesiae partem apud Tetingin et eandem villam dimidiam … Ad haec quoque tradiderunt ei dimidiam partem villae quae Metzingin dicitur cum dimidia parte ecclesiae nec non dimidiam ecclesiae partem apud Eningin cum una terra salica in eadem villa …“.[2]

#### Anwesende Zeugen
Die 13 Zeugen sind offenbar hierarchisch und ab Nummer 5 regional gruppiert:
1. Burchard von Wittlingen/Lechsgemünd (auf Burg Hohenwittlingen, später Bischof von Utrecht)
2. Konrad I., Stammvater des Hauses Württemberg
3. Eberhard von Metzingen
4. Trutwin von Metzingen, Bruder des Vorgenannten
5. Marquard von Gruoningen (Kreis Ludwigsburg), Begleiter von Graf Werner IV. von Grüningen
6. Sigebot von Remmincheim (Wüstung an der Enz im Kreis Ludwigsburg)
7. Rudolf von Rutelingin (Kreis Reutlingen)
8. Gebino von Pfullingen (Kreis Reutlingen), später Mönch des Klosters Zwiefalten
9. Alberich von Schlaitdorf (Reutlinger Umfeld, heute Kreis Esslingen)
10. Werner von Schlaitdorf (Reutlinger Umfeld, heute Kreis Esslingen)
11. Volmar von Berinhusin (Kreis Esslingen)
12. Rudolf von Berinhusin (Kreis Esslingen)
13. Wernher von Lintdorf (Kreis Esslingen)

#### Betroffene Orte (u. a.)
Bempflingen, Bernhausen, Burg Achalm, Dettingen an der Erms, Dietikon, Metzingen, Eningen unter Achalm, Kohlberg (Württemberg), Neuhausen an der Erms, Reutlingen, Wittlingen (Bad Urach).
Der Bempflinger Vertrag bedeutet heute für viele Orte die früheste historische Erwähnung ihrer Existenz.